# John Haygarth

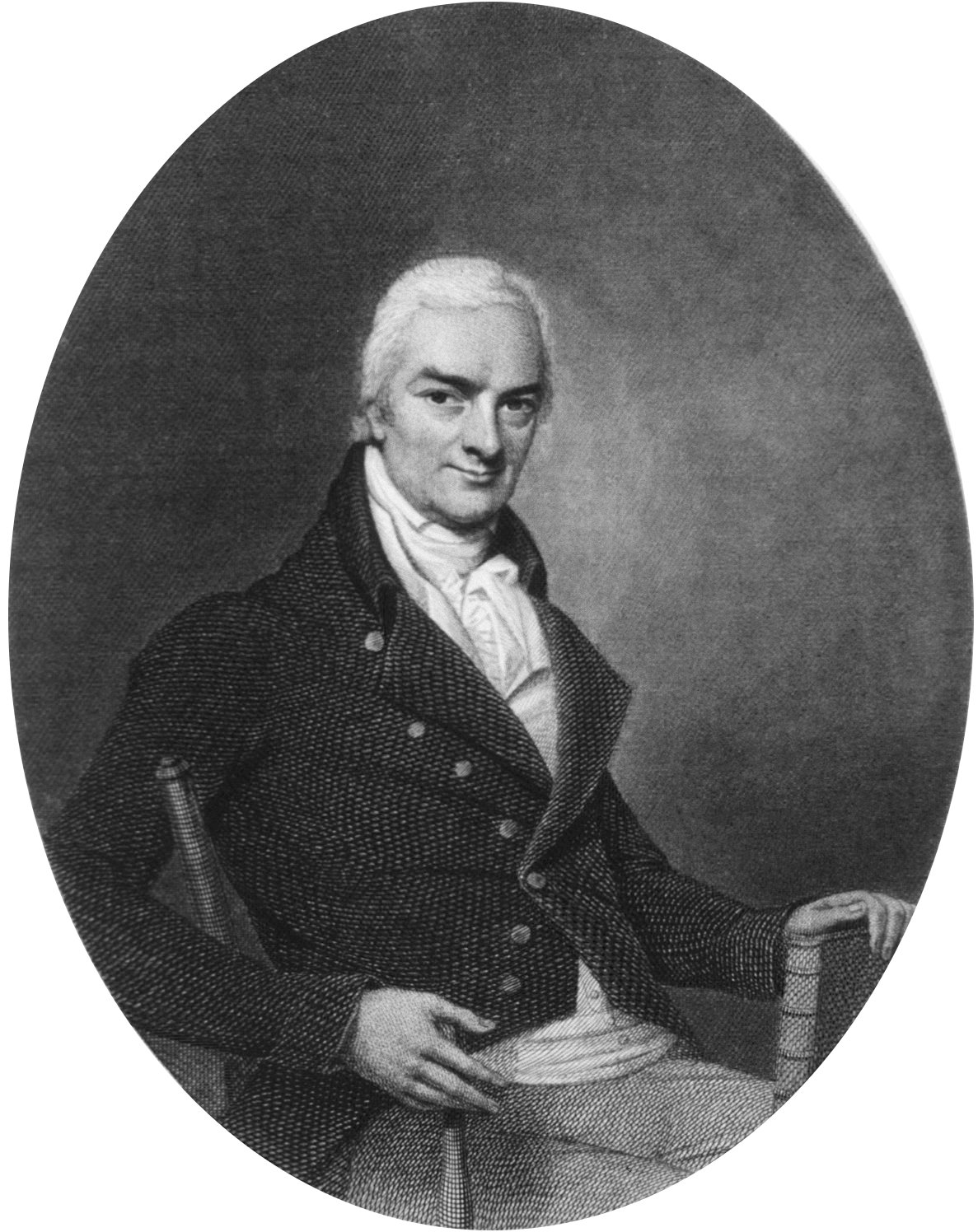
John Haygarth

John Haygarth (* 1740 in Garsdale; † 10. Juni 1827) war ein britischer Mediziner. Er beschrieb den Placeboeffekt und ging neue Wege, um die Ausbreitung fieberhafter Erkrankungen (Infektionskrankheiten) und der Pocken einzudämmen.

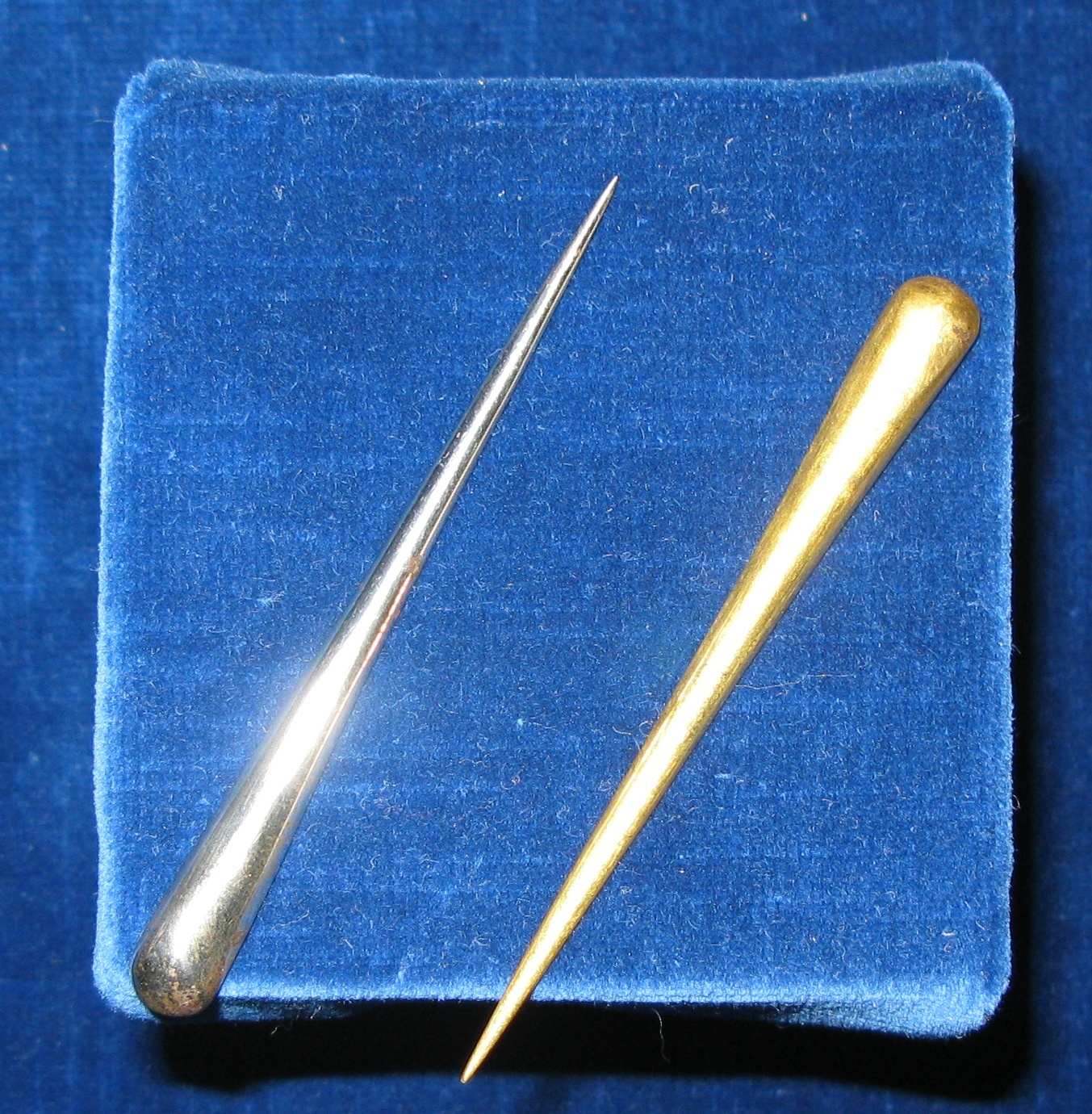
Moderne Ausführung des „Perkins tractors“

1799 untersuchte Haygarth die Wirkung eines damals für teueres Geld zu kaufenden Medizinproduktes, des „Perkins-Traktors“. Dieser besteht letztlich nur aus einem einfachen Metallstab und sollte eine Krankheit „herausziehen“ können. Haygarth verwendete Holzstäbchen mit dem gleichen Erfolg und bewies so, dass man sich das Geld für den „Perkins-Traktor“ getrost sparen konnte. Seine Entdeckung (Placeboeffekt der Stäbchen) veröffentlichte er in seinem Buch “On the Imagination as a Cause & as a Cure of Disorders of the Body.”.
1787 wurde er in die Royal Society of Edinburgh und 1789 in die American Academy of Arts and Sciences gewählt.